# Sagada
Sagada (Bayan ng Sagada) är en kommun i Filippinerna. Kommunen tillhör Bergsprovinsen och ligger på ön Luzon. Folkmängden uppgår till 10 575 invånare.

## Bildgalleri

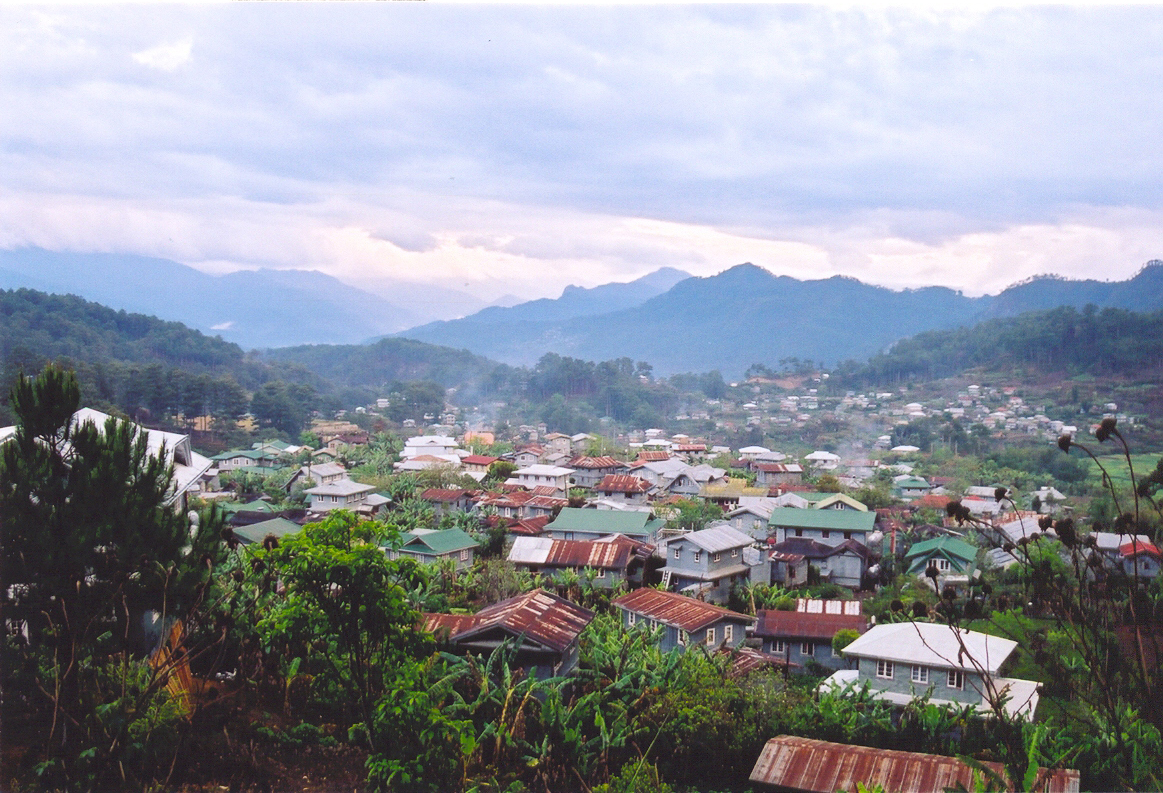
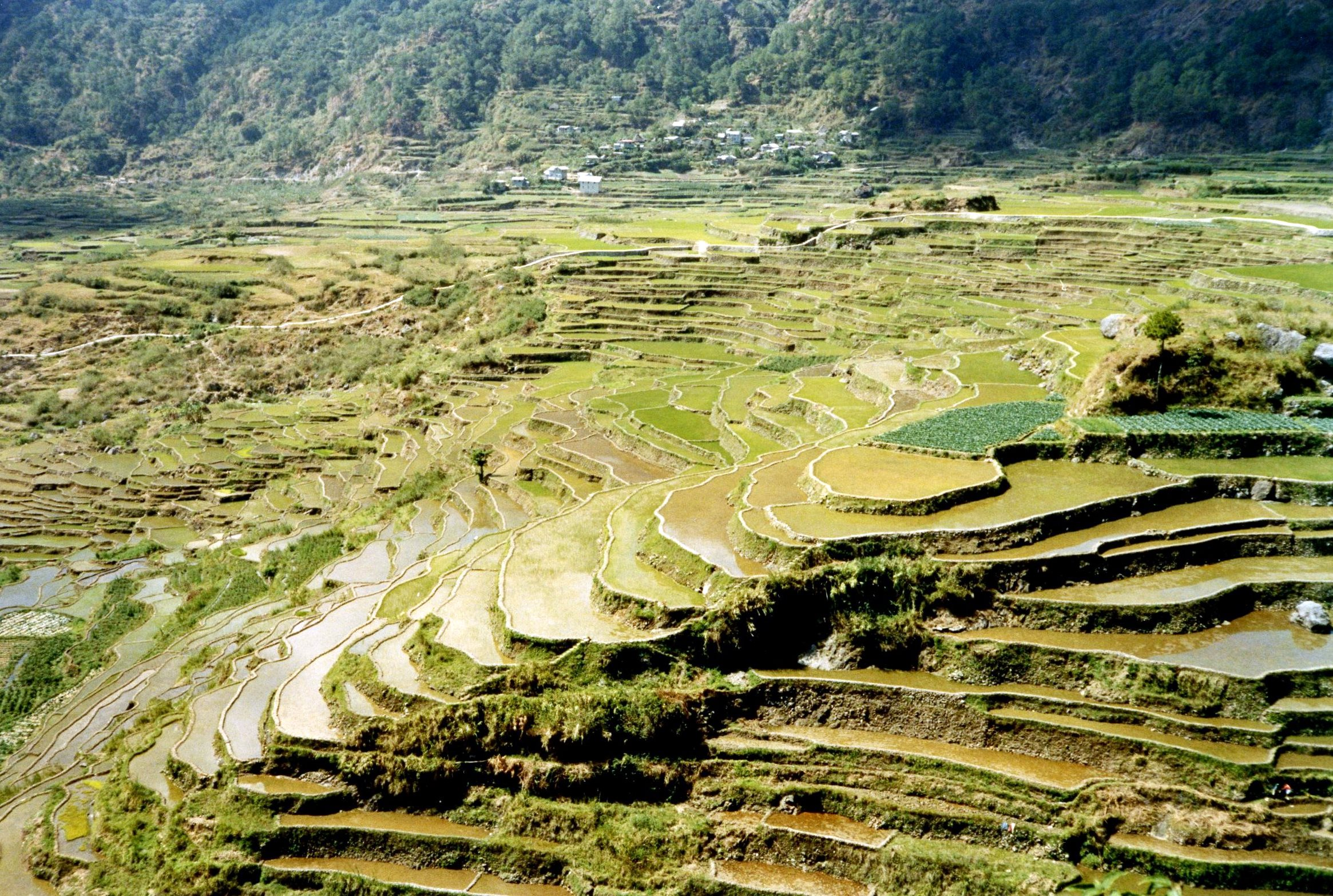
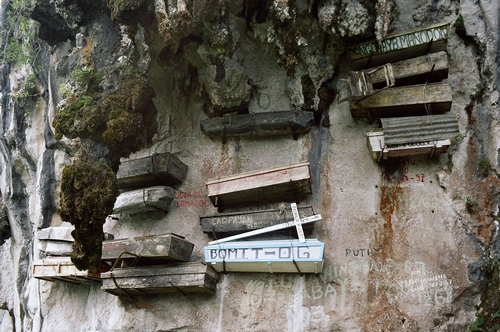
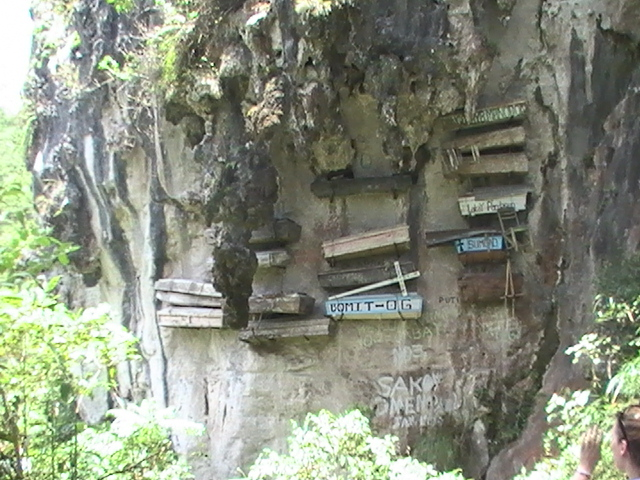

## Barangayer
Sagada är indelat i 19 barangayer.
| - Aguid - Tetepan Sur - Ambasing - Angkeling - Antadao - Balugan - Bangaan - Dagdag (Pob.) - Demang (Pob.) - Fidelisan | - Kilong - Madongo - Poblacion (Patay) - Pide - Nacagang - Suyo - Taccong - Tanulong - Tetepan Norte |